# Tornaľa
Tornaľa (slovaque de 1948 à 1992 : Šafárikovo, hongrois : Tornalja) est une ville de la région de Banská Bystrica, en Slovaquie, dans la région historique de Gemer.
Cette ville se situe à 25 km à l'est de Rimavská Sobota et à 85 km au sud-sud-est de Banská Bystrica.

## Histoire
La plus ancienne mention de Tornaľa remonte à 1245.
La localité fut annexée par la Hongrie après le premier arbitrage de Vienne le 2 novembre 1938. En 1938, on comptait 3 255 habitants dont 706 d'origine juive. Elle faisait partie du district de Tornaľa (hongrois : Tornaljai járás). Le nom de la localité avant la Seconde Guerre mondiale était Tornaľa/Tornalja. Durant la période 1938 - 1945, le nom hongrois Tornalja était d'usage. À la libération, la commune a été réintégrée dans la Tchécoslovaquie reconstituée.
De 1948 à 1992, la ville fut dénommée en slovaque : Šafárikovo en mémoire de la personnalité slovaque Pavel Jozef Šafárik.
Le hameau de Behynce était une commune autonome en 1938. Il comptait 562 habitants en 1938 dont 4 juifs. Elle faisait partie du district de Tornaľa (hongrois : Tornaljai járás). Le nom de la localité avant la Seconde Guerre mondiale était Behynce/Beje. Durant la période 1938 -1945, le nom hongrois Beje était d'usage.
Le hameau de Králik était une commune autonome en 1938. Il comptait 496 habitants en 1938 dont 8 juifs. Elle faisait partie du district de Tornaľa (hongrois : Tornaljai járás). Le nom de la localité avant la Seconde Guerre mondiale était Králik/Királyi. Durant la période 1938 -1945, le nom hongrois Sajókirályi était d'usage.
Le hameau de Starňa était une commune autonome en 1938. Il comptait 639 habitants en 1938 dont 12 juifs. Elle faisait partie du district de Tornaľa (hongrois : Tornaljai járás). Le nom de la localité avant la Seconde Guerre mondiale était Starňa/Sztárnya. Durant la période 1938 -1945, le nom hongrois Sajószárnya était d'usage.

## Démographie

### Évolution de la population
| Année:               | 1994. | 2004.   | 2014.   | 2024.   |
| -------------------- | ----- | ------- | ------- | ------- |
| Nombre de personnes: | 8457  | 8016    | 7364    | 6702    |
| Différence:          |       | -5,21 % | -8,13 % | -8,98 % |

| Année:               | 2023. | 2024.   |
| -------------------- | ----- | ------- |
| Nombre de personnes: | 6741  | 6702    |
| Différence:          |       | -0,57 % |